# صون المنطق والكلام عن فن المنطق والكلام (كتاب)
صون المنطق والكلام عن فن المنطق والكلام هو كتاب من تأليف جلال الدين السيوطي (849 هـ/1445 م- 911 هـ/1505 م)، ينتقد فيه علم الكلام، يرد فيه على المشتغلين بعلم الكلام والفلسفة والمنطق، حيث كان جلال الدين السيوطي يقول بمنع النظر في علم الكلام، ويُحرّم علم المنطق، ويحارب المشتغلين بالفلسفة والمنطق، وألف عدة كتب في هذا المجال أشهرها هذا الكتاب، وكتب أخرى مثل:
- جهد القريحة في تجريد النصيحة
- القول المشرق في تحريم الاشتغال بالمنطق.
- فصل الكلام في ذم الكلام.

## سبب تأليف الكتاب
ذكر السيوطي أن سبب تأليفه الكتاب هو تحريم المنطق والكلام، فقال في مقدمة كتابه:
| صون المنطق والكلام عن فن المنطق والكلام (كتاب) | ولقد رأيت أن أصنف كتابًا مبسوطًا في تحريمه على طريقة الاجتهاد والاستدلال جامعًا مانعًا وبالحق صادعًا، ولما شرعت في ذلك ولزم منه الانجرار إلى نقل نصوص الأئمة في منع النظر في علم الكلام، لما بينهما من التلازم، سميت الكتاب "صون المنطق والكلام عن فن المنطق والكلام" | صون المنطق والكلام عن فن المنطق والكلام (كتاب) |

## منهج الكتاب
- الترتيب التاريخي لموضوعات الكتاب: التزم السيوطي الترتيب التاريخي في كتابه، فتكلم أولا عن ابتداء وضع المنطق، ثم ابتداء دخوله في ملة الإسلام، وابتداء جمع الأصول، وابتداء فشوه في المتأخرين، ثم أخد يعرض أقوال علماء الإسلام في نقد المنطق وتحريمه؛ مراعيًا الترتيب التاريخي، وقد بين منهجه في قوله: «ذكر من صرّح بذم المنطق أو تحريمه من أئمة الإسلام، لا شك أن المجتهد يحرم عليه إحداث قول لم يقل به أحد، واختراع رأي لم يُسبَق إليه، ولهذا كان من شروط الاجتهاد معرفة أقوال العلماء من الصحابة ومن بعدهم إجماعًا واختلافًا، لئلا يخرق الإجماع فيما اختاره، فوجب ذكر أقوال العلماء في هذه المسألة قبل إقامة الدليل لكون الكتاب مُؤَلفًا على طريقة الاجتهاد»، ثم ذكر السيوطي أقوال العلماء مبتدئًا من الشافعي حتي ابن تيمية، كما راعى الترتيب أيضًا أثناء حديثه عن علم الكلام.[7]
- تلخيص بعض الكتب الهامة منها ما هو مفقود: من أهم الكتب التي لخصها السيوطي كتاب الرد على المنطقيين لابن تيمية، كتاب الغنية عن الكلام وأهله لأبي سليمان الخطابي،[8] وكتاب ذم الكلام وأهله لأبي إسماعيل الهروي.[9]